# Raymond Huguet
Raymond Roger Robert Huguet (* 8. Februar 1938 in Sargé-sur-Braye; † 21. September 2022 in Vendôme) war ein französischer Radrennfahrer.

## Sportliche Laufbahn
Huguet war im Straßenradsport aktiv. 1955 begann er mit dem Radsport. Als Amateur startete er für den Verein „VC Vendôme“. 1964 gewann er das Eintagesrennen Paris–Forges-les-Eaux und erreichte eine Reihe von Podiumsplätzen in französischen Rennen. In jener Saison wurde er mit der „Mérite Veldor“ geehrt, einer Auszeichnung für den besten französischen Amateur des Jahres.
Von 1961 bis 1963 startete er als Berufsfahrer, ab 1964 wieder als Amateur.
Den Giro d’Italia 1961 bestritt er im Team von Jacques Anquetil als Domestik, er beendete er die Rundfahrt nicht.